# Luis Islas
Luis Alberto Islas Ranieri (* 22. prosinec 1965, Buenos Aires) byl argentinský fotbalista, brankář.
S argentinskou reprezentací vyhrál mistrovství světa v Mexiku roku 1986.. Zúčastnil se též světového šampionátu v USA roku 1994. Má rovněž zlatou medaili z mistrovství jižní Ameriky (Copa América) 1993.
V národním mužstvu působil v letech 1984-1994 a odehrál 30 utkání.
Dvakrát se stal mistrem Argentiny, jednou s Estudiantes de La Plata (1983), podruhé s Independiente Avellaneda (1993/94). Má i jeden titul z Mexika, s klubem Deportivo Toluca (1997/98).
Roku 1992 byl vyhlášen argentinským fotbalistou roku.